# 1876 no jornalismo
Nesta página encontrará referências aos acontecimentos directamente relacionados com o jornalismo ocorridos durante o ano de 1876.

## Eventos
- 11 de outubro — Fundação do jornal regional português "Diário de Notícias da Madeira".
- ?? — Fundação do jornal italiano "Corriere della Sera".

## Nascimentos
| Data           | Nome                   | Profissão                                   | Nacionalidade | Observações | Ref |
| -------------- | ---------------------- | ------------------------------------------- | ------------- | ----------- | --- |
| 4 de fevereiro | Antônio Bento de Faria | advogado, jornalista, escritor e magistrado | Brasil        | m. 1959     |     |

## Mortes
| Data | Nome                   | Profissão                               | Nacionalidade                              | Observações | Ref |
| ---- | ---------------------- | --------------------------------------- | ------------------------------------------ | ----------- | --- |
| ??   | Abílio Campos Monteiro | escritor, jornalista, médico e político | Reino Unido de Portugal, Brasil e Algarves | m. 1933     |     |